# سکس‌شناسی فمینیستی
سکس‌شناسی فمینیستی (انگلیسی: Feminist sexology) شاخه‌ای از مطالعات سکس‌شناسی است که بر تقابل جنس و جنسیت در رابطه با زندگی جنسی زنان تمرکز دارد. سکس‌شناسی مبنایی در روان‌کاوی دارد، به‌ویژه نظریه فرویدی که نقش زیادی در جنسیت‌شناسی اولیه ایفا کرد. این حوزه ارتجاعی سکس‌شناسی فمینیستی در پی آن است که شامل تجربیات جنسیت باشد و ایده‌های مشکل‌آفرینی را که در گذشته توسط جنسیت‌شناسی بیان شده است، بشکند. سکس‌شناسی فمینیستی اصول بسیاری را با حوزه فراگیر جنسیت‌شناسی مشترک است، و سعی نمی‌کند مسیر یا «هنجار» خاصی را برای تمایلات جنسی زنان تجویز کند، بلکه تنها شیوه‌های متفاوت و متنوعی را که زنان از طریق آن‌ها تمایلات جنسی خود را ابراز می‌کنند، مشاهده و یادداشت می‌کند. این رشته نوپا است و به سرعت در حال رشد است.